# Raspailia kasumiensis
Raspailia kasumiensis är en svampdjursart som beskrevs av Tanita 1965. Raspailia kasumiensis ingår i släktet Raspailia och familjen Raspailiidae.
Artens utbredningsområde är havet kring Japan. Inga underarter finns listade i Catalogue of Life.